# 5-я минно-торпедная авиационная дивизия ВВС ВМФ
5-я минно-торпедная авиационная Киркенесская Краснознамённая дивизия ВВС Северного флота — воинское соединение Вооружённых сил СССР во Второй мировой войне.

## История наименований
Условное наименование — в/ч 26801
- 5-я бомбардировочная авиационная бригада ВВС СФ
- 5-я минно-торпедная авиационная дивизия ВВС СФ
- 5-я минно-торпедная Краснознамённая авиационная дивизия ВВС СФ
- 5-я минно-торпедная Киркинесская Краснознамённая авиационная дивизия ВВС СФ
- 5-я минно-торпедная Киркинесская Краснознамённая авиационная дивизия дальнего действия ВВС СФ
- 5-я морская ракетоносная Киркинесская Краснознамённая авиационная дивизия ВВС СФ

## История
30 октября 1942 года, на основании Приказа НК ВМФ № 00373 от 23.10.1942 г. и Приказа Командующего ВВС СФ № 0187 от 23.11.1942 г., в составе ВВС СФ была сформирована 5-я бомбардировочная авиационная бригада (в/ч 26801). Новое соединение с дислокацией управления и частей на аэродроме Ваенга-1 было сформировано вместо Особой морской авиационной группы Резерва Ставки ВГК (ОМАГ). В состав бригады вошли 24-й МТАП (с мая 1943 года — 9-й Гв. МТАП), 29-й ПБАП и 255-й ИАП. Управление бригады формировалось на базе управления ОМАГ. С 12 ноября 1942 года в состав бригады был включен 121-й БАП, ранее входивший в состав ОМАГ.
Состав и дислокация 5-й БАБ ВВС СФ на 1 декабря 1942 года:
- 24-й МТАП

аэродром Ваенга-1: 18/11 «Хемпден», 6/4 ДБ-3ф;
аэродром Амдерма 1/0 ДБ-3;
аэродром Нарьян-Мар: 3/2 ДБ-3ф.
- 29-й ПБАП

аэродром Ваенга-1: 8/6 Пе-2;
аэродром Ягодник: 6/4 Пе-2.
- 121-й БАП

аэродром Ваенга-1: 8/7 Пе-3;
аэродром Холмогоры: 1/0 Пе-3.
- 255-й ИАП

аэродром Ваенга-1: 7/2 ЛаГГ-3, 9/5 Як-1, 3/0 МиГ-3.
В феврале 1943 года в оперативное подчинение командира 5-й БАБ был придан 95-й АП ВВС СФ.
На основании Приказа НК ВМФ № 0528 от 09.07.1943 г. с 20 июля 1943 года 5-я БАБ была переформирована в 5-ю минно-торпедную авиационную дивизию ВВС СФ. 6 ноября 1943 года дивизии было вручено Боевое Знамя части.
С 25 апреля 1944 года в состав 5-й МТАД вошёл 36-й МТАП ВВС ЧФ, вооруженный 14 самолётами А-20G, передислоцированный на аэродром Ваенга-1.
В июне 1944 года 29-й бомбардировочной полк вышел из состава дивизии, и был перебазирован на Чёрное море.
Указом Президиума Верховного Совета СССР от 31.10.1944 г., за образцовое выполнение заданий командования в боях с немецкими захватчиками, за овладение городом Петсамо (Печенга) и проявленные при этом доблесть и мужество 5-я МТАД награждается орденом Красного Знамени.
14 ноября 1944 года, за мужество и героизм, проявленные личным составом в Петсамо-Киркенесской операции Приказом Верховного Главнокомандующего № 0369 дивизии было присвоено почетное наименование «Киркенесская».
За проявленные мужество и героизм в годы Великой Отечественной войны 1722 военнослужащих соединения награждены орденами и медалями. 31 воспитанник дивизии удостоен звания Героя Советского Союза, а В. С. Ефремов стал дважды Героем Советского Союза.
Согласно официальным данным, за годы Великой Отечественной войны экипажи соединения нанесли врагу следующий урон:
- уничтожено: 166 кораблей противника, из них 95 транспортов с живой силой и техникой, 4 танкера общим водоизмещением 500—660 тонн;
- повреждено: 46 кораблей, из них 39 транспортов;
- в воздушных боях сбито: 230 самолётов и 69 уничтожено на земле,
- уничтожено: 10 переправ, 18 артиллерийских батарей, 32 военных эшелона, 239 танков.

По состоянию на 1 января 1945 года в составе управления дивизии имелось три самолёта А-20G «Бостон».
В июле 1945 года 36-й МТАП выбыл из состава дивизии в связи с передачей во 2-ю МТАД ВВС ТОФ. Вместо него в состав дивизии был передан 46-й ШАП, расформированный в октябре 1947 года.
По состоянию на 1 января 1946 года в дивизию входили 9-й гв. МТАП, 46-й ШАП и 255-й ИАП.
В 1947 году в состав дивизии был включен 574-й МТАП (бывший 95-й АП).
В 1950 году, в связи с реорганизацией МТА, 255-й ИАП на самолётах ЛаГГ-3 и Як-1 передан в состав 91-й ИАД ВВС СФ.
В августе 1951 года 9-й гв. МТАП первым из частей СФ переучивается на реактивную технику — торпедоносцы Ту-14.
В 1952 году в состав 5-й МТАД вошёл вновь сформированный 1941-й МТАП (с 1955 года — 987-й МТАП), дислоцирующийся на аэродроме Североморск-1, на самолётах Ил-28.
В начале 1950-х гг. дивизия имела следующий состав: 9-й гв. МТАП, 574-й МТАП и 1941-й МТАП. В это время минно-торпедные полки были перевооружены на Ту-14 и Ил-28.
В августе 1954 года 574-й МТАП из 5-й МТАД был передан в состав 599-й САД БелВФ.
В апреле 1955 года в состав дивизии был принят 924-й Гв. МТАП, прибывший из Порт-Артура на аэродром Североморск-3. На тот же аэродром перебазировался 987-й МТАП.
В 1956—1958 годах части дивизии начали переучивание на самолёты Ту-16 различных модификаций. В 1957 году 924-й Гв. МТАП закончил переучивание на новую технику.
На основании Директивы ГШ ВМФ № ОМУ/4/30335 от 03.10.1957 г. 5-я МТАД была переименована в 5-ю минно-торпедную авиационную дивизию Дальнего Действия.
В июле 1960 года экипажи 5-й МТАД впервые в Морской Авиации осуществили практический пуск АКР К-10 на полигоне № 77 на Каспии, взлетев с аэродрома Водопой (33-й ЦБП и ПЛС в г. Николаев). Пуск первой АКР экипажем полковника Мызникова был произведен по танкеру «Чкалов» с недолетом 40 км, шедший следом экипаж подполковника Ковалева добился прямого попадания.
С 1 мая 1961 года, в связи с преобразованием МТА в морскую ракетоносную авиацию (МРА), на основании Приказа МО СССР № 0028 от 20.03.1961 г. и Приказа ГК ВМФ № 048 от 13.04.1961 г., 5-я МТАД ДД была переименована в 5-ю морскую ракетоносную авиационную дивизию.
Дивизия имела в своем составе: Управление, 9-й гв. МРАП, вооруженный Ту-16КС, 924-й гв. МРАП, вооруженный Ту-16К-10 — оба на аэродроме Североморск-1; 987-й МРАП на аэродроме Североморск-3, вооруженный Ту-16К-10.
22 августа 1962 года командир 924-го гв. МРАП подполковник В. Ф. Курпяков осуществил пуск ракеты К-10С с ЯБЧ по наземной цели на Новоземельском полигоне.
В 1965 году 924-й гв. МРАП и управление 5-й МРАД были перебазированы на аэродром Оленья (п. Оленегорск), где и дислоцировались до расформирования.
В 1968 году в отряде управления 5-й МРАД имелось 2 самолёта Ту-104 для перевозки руководящего состава дивизии и флота.
В 1970 году дивизия участвовала в военно-морских манёврах «Океан-70». В том же году полки приступили к освоению ракетного комплекса Ту-16К-26.
1 июня 1971 года 9-й гв. МРАП был исключен из состава 5-й МРАД и передан в состав Авиации Балтийского флота с перебазированием на аэродром Веретье (г. Остров Псковской обл.).
В 1975 году 5-я МРАД всем составом участвовала в учениях ВМФ СССР «Океан-75».
В феврале 1983 года согласно Директиве ГШ ВМФ от 03.12.1982 г. и Директиве Командующего СФ от 02.02.1983 г. в состав 5-й МРАД был снова включен 574-й ОМРАП, дислоцирующийся на аэродроме Лахта (п. Катунино, район Архангельска).
Главной боевой задачей дивизии было нанесение поражения авианосным и корабельным группировкам противника в Норвежском море и северной части Атлантического океана.
В 1988 году 924-й гв. МРАП, а в 1991 году — 574-й МРАП начали переучивание с Ту-16 сразу на Ту-22М3. При этом 924-й гв. МРАП получил новую авиационную технику с Казанского авиазавода, а 574-й МРАП — из состава 170-го гв. МРАП ВВС БФ. Третий полк дивизии — 987-й МРАП оставался вооруженным Ту-16.
На 1 января 1991 г. 5-я МРАД имела на вооружении 76 самолётов: 42 Ту-22М3 и 34 Ту-16 различных модификаций. Части дивизии базировались:
- Управление 5-й МРАД и 924-й гв. МРАП (20 Ту-22м3 и 5 Ту-16) — аэродром Оленья;
- 574-й МРАП (22 Ту-22М3) — аэродром Лахта;
- 987-й МРАП (29 Ту-16) — аэродром Североморск-3.

В конце 1993 года 987-й МРАП был расформирован, в связи со снятием с вооружения самолётов типа Ту-16. С этого времени на вооружении дивизии остались только ракетоносцы Ту-22М3.
В 1995 году полками дивизии были успешно осуществлены практические пуски 4-х АКР Х-22.
На 1 января 2000 года дивизия имела на вооружении 40 Ту-22М3 в составе обоих полков, и была последней авиационной дивизией в составе Морской авиации — все остальные авиационные дивизии к тому времени были расформированы.
1 сентября 2002 года, на основании Директивы ГШ ВМФ № 730/1/091 от 01.11.2001 г. управление 5-й МРАД и 574-й МРАП подлежали расформированию.
30 августа 2002 года, за два месяца до своего 60-летнего юбилея, дивизия простилась с Боевым Знаменем. Почетное наименование «Киркенесский» и орден Красного Знамени были переданы 830-му отдельному корабельному противолодочному вертолетному полку ВВС СФ, дислоцированному на аэродроме Североморск-1.

## Состав дивизии (в разное время)
- 24-й МТАП / 9-й Гв. МТАП / 9-й Гв. МРАП (1942—1971 гг.)
- 29-й ПБАП (1943—1944 гг.);
- 36-й МТАП (1944—1945 гг.);
- 46-й ШАП (1945—1947 гг.);
- 95-й АП (1943—1944 гг.);
- 121-й АП (1942—1943 гг.);
- 255-й ИАП (1942—1950 гг.);
- 574-й МТАП / бывш. 95-й АП (1947—1954 гг.);
- 574-й МРАП / бывш. 574-й МТАП (1983—2002 гг.);
- 1534-й Гв. МТАП / 924-й Гв. МТАП / 924-й Гв. МРАП (1955—2002 гг.);
- 1941-й МТАП / 987-й МТАП / 987-й МРАП (1952—1993 гг.);
- 49-й ОИАО / 268-я ОИАЭ (1958—1960 гг.);
- 629-я ОУТАЭ (1950—1954 гг.)

## Подчинение
Командующий ВВС СФ.

## Командиры
- полковник, позже генерал-майор авиации Кидалинский, Николай Михайлович (1942 — 1944 гг., 1945 г.),
- А. Я. Ефремов (1944 — 1945 гг., ВрИД), Герой Советского Союза
- С. М. Шевченко (март — май 1945 года, 1947 — 1848 гг., ВрИД),
- Г. П. Губанов (июль 1945 — январь 1948 гг.), Герой Советского Союза[1]
- М. Д. Нижегородцев (1948—1950 гг.),
- М. А. Курочкин (1950—1952 гг.),
- А. М. Наконечный (1952—1953 гг.),
- С. М. Рубан (1953-1955 гг., 1956-1961 гг.),
- В. К. Недодаев (1961—1963 гг.),
- И. Г. Татьянин (1963—1968 гг.),
- В. Е. Ручков (1968—1971 гг.),
- В. П. Потапов (1971—1974 гг.),
- Г. М. Благодарный (1974—1976 гг.),
- Э. С. Катаев (1976—1979 гг.),
- В. Г. Дейнека (1979—1984 гг.),
- Н. А. Рогов (1984—1986 гг.),
- В. Ф. Рубан (1986—1988 гг.),
- Н. А. Мордовалов (1988—1990 гг.),
- Н. Д. Бурачук (1990—1993 гг.),
- А. Я. Бирюков (1993—1994 гг.),
- В. В. Попов (1994—1999 гг.),
- И. В. Сапрыкин (1999—2002 г.),
- В. А. Панов (2002 г.).

## Герои Советского Союза
- Асеев, Григорий Сафронович, гвардии старший сержант, воздушный стрелок-радист 9-го гвардейского минно-торпедного авиационного полка ВВС СФ.
- Бадюк, Михаил Михайлович, гвардии старшина, старший воздушный стрелок-радист 9-го гвардейского минно-торпедного авиационного полка ВВС СФ.
- Боронин, Михаил Петрович, гвардии лейтенант, штурман звена 9-го гвардейского минно-торпедного авиационного полка ВВС СФ.
- Бурматов, Владимир Александрович, старший лейтенант, штурман 255-го истребительного авиационного полка.
- Волынкин, Илья Тихонович, капитан, командир 2-й эскадрильи 36-го минно-торпедного авиационного полка ВВС СФ.
- Галкин, Павел Андреевич, гвардии лейтенант, штурман звена 2-й эскадрильи 9-го гвардейского минно-торпедного авиационного полка ВВС СФ.
- Зайцев, Николай Иванович, гвардии старший лейтенант, заместитель командира 3-й эскадрильи 9-го гвардейского минно-торпедного авиационного полка ВВС СФ.
- Кочелаевский, Юрий Петрович, гвардии капитан, штурман 1-й эскадрильи 9-го гвардейского минно-торпедного авиационного полка ВВС СФ.
- Лапшенков, Семён Васильевич, майор, командир 1-й эскадрильи 29-го бомбардировочного авиационного полка ВВС СФ.
- Макаревич, Сергей Антонович, гвардии капитан, помощник командира эскадрильи 9-го гвардейского минно-торпедного авиационного полка ВВС СФ.
- Панин, Павел Алексеевич, майор, командир 255-го истребительного авиационного полка.
- Пирогов, Владимир Васильевич, гвардии старший лейтенант, заместитель командира эскадрильи 9-го гвардейского минно-торпедного авиационного полка ВВС СФ.
- Писарев, Геннадий Васильевич, капитан, штурман эскадрильи 36-го минно-торпедного авиационного полка ВВС СФ.
- Рассадкин, Пётр Алексеевич, капитан, командир 1-й эскадрильи 255-го истребительного авиационного полка.
- Скнарев, Александр Ильич, гвардии майор, штурман 9-го гвардейского минно-торпедного авиационного полка ВВС СФ.
- Сыромятников, Борис Павлович, гвардии подполковник, командир 9-го гвардейского минно-торпедного авиационного полка ВВС СФ.
- Францев, Евгений Иванович, гвардии старший лейтенант, лётчик 2-й эскадрильи 9-го гвардейского минно-торпедного авиационного полка ВВС СФ.
- Шкаруба, Константин Фёдорович, гвардии капитан, заместитель командира 1-й эскадрильи 9-го гвардейского минно-торпедного авиационного полка ВВС СФ.